# Asseribilità giustificata

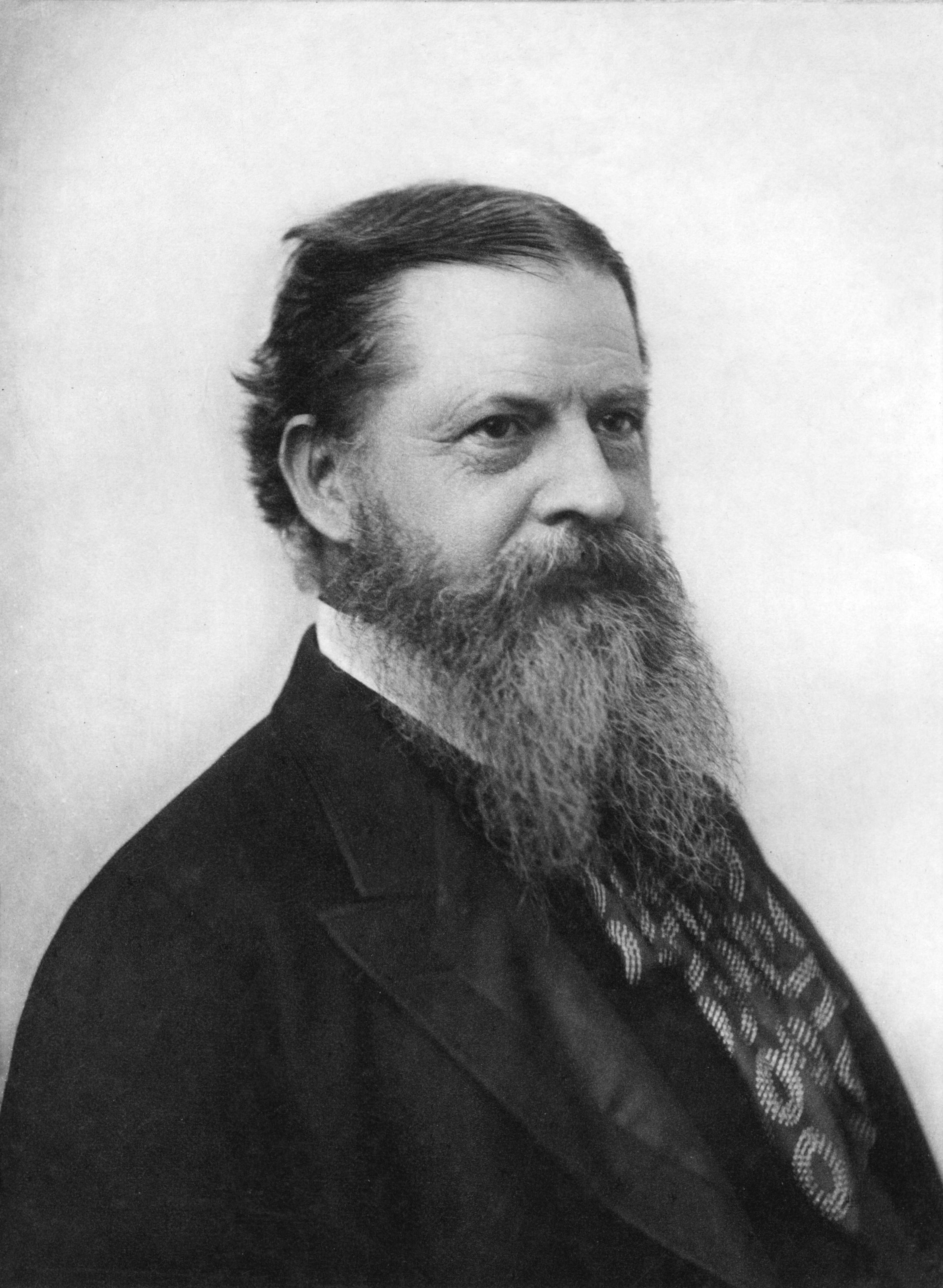
Sanders Peirce

L'asseribilità giustificata (o garantita) è un concetto utilizzato dai filosofi pragmatici: teorizzato da Charles Sanders Peirce (1839–1914), fu ripreso da John Dewey (1859–1952) e Hilary Putnam (1926-2016). 
Il principio sostiene che sia possibile affermare che l'opinione riguardante un oggetto reale è vera quando questa trova giustificazione nel fatto che è ampiamente condivisa e comunicata agli altri ovvero l'asseribilità giustificata opera quando si verifica «l'accordo di un enunciato astratto con il limite ideale verso il quale l'indagine tenderebbe senza fine a portare la credenza scientifica». Partendo cioè dalla formulazione di un enunciato astratto si trovano tante conferme che, raggiungendo queste un numero che tende all'infinito, rendono inutile procedere oltre nella ricerca scientifica.